# 河图 (歌手)
河圖（1984年10月31日—），本名田卓，湖南懷化人，中國网络歌手，曲風以汉语古风音乐为主，唱腔温柔、细腻、乾淨、清亮、有磁性，代表作品有《傾盡天下》、《鳳凰劫》、《風起天闌》、《唱给你的歌》、《寸缕》、《两生契》、《妹在江边洗茼蒿》、《如花》、《老酒街》、《第三十八年夏至》、《隐》、《为龙》和《依山觀瀾》等。河图是詞、曲、唱、奏多面手，擅长演奏二胡，早期凭借古风填词翻唱作品出名，目前在原創音樂團隊「墨明棋妙」中負責譜曲和編曲，是推动古风音乐发展的主要歌手之一。

## 经历
毕业于吉首大学，河图翻唱作品時也使用烟花烬头作为艺名。其個人专辑《風起天闌》也在短時間內完售。

## 个人生活
河图平时喜爱玩电子游戏。古风音乐的早期发展也离不开翻唱或借鉴古装题材游戏音乐。古风音乐在形成气候后也开始得到游戏商伸出的橄榄枝，反哺游戏行业。

## 音樂作品
河圖分貝為河圖尚未加入“墨明棋妙”音樂團隊前的作品。

### 專輯
1. 《風起天闌》(2010年10月發售)
2. 《唱給你的歌》(2011年5月發售)
3. 《傾盡天下》(2013年1月預售)
4. 《NL不分》(2015年10月淘寶眾籌預售)

### 原創純音樂
1. 《雨碎江南》（二胡）
2. 《夜郎》（二胡）
3. 《江山此夜》（二胡）
4. 《九龍永鎮》
5. 《哪吒 出世》
6. 《穿越》（二胡）
7. 《人来人往》（歌曲）
8. 《宝宝，宝宝》（歌曲）

## 外部連接
- 河图的新浪微博
- .   [2018-01-03]. （原始内容存档于2018-02-02） （中文（臺灣）及中文（中国大陆））.